# 吳縉
吳縉（1488年—？），字雲卿，陝西鳳翔縣石落里上郭店人，明朝政治人物。正德癸酉陝西解元，正德辛巳進士。嘉靖時官至山東按察使。

## 生平
正德八年（1513年）癸酉科陝西鄉試第一名，正德十六年（1521年），中辛巳科会试第二百十四名進士。授户部主事，升兵部郎中，因憨直外放，历任铜仁、处州、庐州等地知府，累官山东按察使。

## 軼事
汪鈜主吏部時，蒙古入侵，汪鈜提請利用佛郎機銃裝備北部邊防軍隊。時任兵部郎中的吳縉取笑汪鈜奏章，汪鈜大怒，將其貶官銅仁府。有人對吳縉開玩笑道:「君被一佛郎機，打到銅仁府。」

## 家族
宋涪王吴玠后裔。曾祖父吳泰；祖父吳傑；父吳激，曾任上蔡县主簿。母呂氏；繼母岳氏。